# Izland választókerületei

Választókerületi térkép

Izlandon az alkotmány 31. cikkelye és az Alþingi választási törvényének értelmében hat választókerület található.

## Történet
Az ország választókerületi határait az alkotmány 1999-es módosítása határozza meg; a változtatás célja, hogy kiegyensúlyozza a városi és vidéki körzetek közti különbségeket (a vidéki választókerületek több képviselőt küldhettek a parlamentbe, mint a főváros). Az új felosztással három városi (Észak- és Dél-Reykjavík, valamint Délnyugat) és három vidéki (Északkelet, Északnyugat és Dél) választókerületet hoztak létre.
A választási törvény kimondja, hogy ha egy körzetben az egy képviselői helyre jutó szavazók száma a bármely másik kerület szavazói számának felére csökken, a képviselői hely a másik körzethez kerül. Ez 2007-ben és 2013-ban is előfordult.

## Választókerületek listája
Az alábbi adatok a 2017-es állapotot tükrözik.
| Név                                  | Név                        | Választópolgárok száma | Képviselői helyek száma |
| Magyarul                             | Izlandiul                  | Választópolgárok száma | Képviselői helyek száma |
| ------------------------------------ | -------------------------- | ---------------------- | ----------------------- |
| Észak-Reykjavík                      | Reykjavíkurkjördæmi norður | 46 073                 | 11                      |
| Dél-Reykjavík                        | Reykjavíkurkjördæmi suður  | 45 584                 | 11                      |
| Délnyugat                            | Suðvesturkjördæmi          | 69 544                 | 13                      |
| Északnyugat                          | Norðvesturkjördæmi         | 21 521                 | 8                       |
| Északkelet                           | Norðausturkjördæmi         | 29 620                 | 10                      |
| Dél                                  | Suðurkjördæmi              | 36 143                 | 10                      |
| Forrás: Izlandi Statisztikai Hivatal |                            |                        |                         |

## Fordítás
- Ez a szócikk részben vagy egészben  a   Constituencies of Iceland című angol Wikipédia-szócikk ezen változatának fordításán alapul.  Az eredeti cikk szerkesztőit annak laptörténete sorolja fel. Ez a jelzés csupán a megfogalmazás eredetét és a szerzői jogokat jelzi, nem szolgál a cikkben szereplő információk forrásmegjelöléseként.